# Bathybates vittatus
Bathybates vittatus ist eine afrikanische Buntbarschart, die endemisch im ostafrikanischen Tanganjikasee vorkommt.

## Merkmale
Bathybates vittatus ist langgestreckt, seitlich stark abgeflacht und kann eine Maximallänge von 42 cm erreichen. Wie alle Bathybates-Arten besitzt Bathybates vittatus kleine Sekundärschuppen, die ringförmig um die größeren Primärschuppen angeordnet sind. Im Unterschied zu allen anderen Bathybates-Arten werden die Primärschuppen bei Bathybates vittatus von den Sekundärschuppen vollständig überdeckt. Die Sekundärschuppen dienen dazu, Verwirbelungen, die bei unebenen Oberflächen entstehen, zu vermeiden und die Fische stromlinienförmiger und schneller zu machen. Typisch für Bathybates vittatus sind oval geformte Augen, die vier waagerechten dunklen Streifen auf den Körperseiten und die deutlich eingekerbte Rückenflosse.
- Flossenformel: Dorsale XV–XVI/15–16, Anale III/14–16.
- Schuppenformel 77–87 (mLR)
- 11–13 Kiemenrechen

## Lebensweise
Bathybates vittatus lebt in kleinen Schwärmen und ernährt sich vor allem von den beiden im Tanganjikasee vorkommenden Heringsarten Limnothrissa miodon und Stolothrissa tanganicae. Gelaicht wird in ufernahen, sandigen Zonen. Nach dem Ablaichen nimmt das Weibchen die Eier ins Maul (Maulbrüter). Die Jungfische mischen sich unter die Schwärme der in Ufernähe lebenden Sandcichliden (Callochromis, Ectodus, Xenotilapia), bis sie eine Länge von etwa 8 cm haben und die Lebensweise der Eltern annehmen.

## Quelle
- Pierre Brichard: Das Große Buch der Tanganjika Cichliden. Mit allen anderen Fischen des Tanganjikasees. Bede Verlag GmbH. 1995, ISBN 978-3927997943, Seite 278–279.